# Cladomyrma
Cladomyrma is een geslacht van vliesvleugelige insecten van de familie Mieren (Formicidae).

## Soorten
- C. andrei (Emery, 1894)
- C. aurochaetae Agosti, Moog & Maschwitz, 1999
- C. crypteroniae Agosti, Moog & Maschwitz, 1999
- C. dianeae Agosti, Moog & Maschwitz, 1999
- C. hewitti (Wheeler, W.M., 1910)
- C. hobbyi Donisthorpe, 1937
- C. maryatiae Agosti, Moog & Maschwitz, 1999
- C. maschwitzi Agosti, 1991
- C. nudidorsalis Agosti, Moog & Maschwitz, 1999
- C. petalae Agosti, 1991
- C. scopulosa Eguchi & Bui, 2006
- C. yongi Agosti, Moog & Maschwitz, 1999